# 阿塔苏
阿塔苏（Atasu），是印度北方邦奧萊亞縣的一个城镇。总人口10602（2001年）。

## 人口
该地2001年总人口10602人，其中男性5739人，女性4863人；0—6岁人口1773人，其中男907人，女866人；识字率66.36%，其中男性为75.38%，女性为55.71%。